# Georg Christian Joannis
Georg Christian Joannis (* 9. Dezember 1658 in Marktbreit; † 22. Februar 1735 in Zweibrücken) war ein deutscher evangelischer Theologe und Historiker.

## Leben
Geboren in Marktbreit in Mainfranken als Sohn des evangelisch-lutherischen Diakons Martin Joannis und seiner Frau Martha Hochstalter erlangte er eine umfangreiche Ausbildung in den Grundlagen der philosophischen Wissenschaften am Gymnasium in Rothenburg ob der Tauber und erwarb so das Rüstzeug, eine Universität zu besuchen. 1676 schrieb er sich an der Universität Wittenberg ein und wechselte 1678 nach dem Tod seines Vaters an die Universität Altdorf. Möglicherweise erwarb er in Altdorf den akademischen Grad eines Magisters.
1681 wurde er Unterpfarrer in Weikersheim und heiratete dort 1687 Maria Magdalena (1669–1691), die Tochter des hohenloheschen Juristen in Ingelfingen Georg Pfannenschmidt und seiner Frau Rosina Block. Aus dieser Ehe gingen ein Sohn und eine Tochter hervor. Joannis gab seine Stellung 1691 oder 1692 unter nicht gewöhnlichen Umständen auf und ging nach Frankfurt am Main. 1694 fand er eine neue Stelle als Garnisonsprediger in Cölln an der Spree, 1695 wurde er dann Prediger in Wien beim schwedischen Gesandten, dem Grafen Gabriel Turesson Oxenstierna. Als dieser 1699 zum Gouverneur von Pfalz-Zweibrücken ernannt wurde, kam Joannis nach Cölln zurück. 1700 wurde er dort in zweiter Ehe mit Adelheid Lucia, der Tochter des Juristen Gerhard Balthasar Stamm, getraut. Die Tochter Margarethe Gabriele aus dieser Ehe heiratete den Historiker Johann Philipp Crollius. Aus Gewissensgründen nahm Joannis jetzt keine Predigerstelle mehr an und folgte 1702 einem Ruf Oxenstiernas als Professor der Geschichte und Rhetorik an die neu zu gründende Akademie in Zweibrücken, die nie recht in Gang kam. Dort übernahm er auch die Aufgaben eines Schulvisitators, wurde mit dem schwedischen Kanzler und Genealogen Christoph Nicolaus von Greyffencranz bekannt und ordnete in dessen Auftrag das Zweibrücker Archiv.
Theologisch hat sich Joannis stark von der lutherischen Orthodoxie distanziert und ist zum Vertreter des Pietismus avanciert. Später wandte er sich ganz der Geschichtswissenschaft zu, die bereits Konrad Samuel Schurzfleisch in ihm angeregt hatte. Durch den Kontakt mit Zacharias Konrad von Uffenbach in Frankfurt hatte er freien Zugang zu dessen bedeutender Bibliothek und fand dort die für seine historischen Arbeiten benötigte Literatur.
1718 quittierte er nach Differenzen seinen Dienst und betätigte sich nun als Herausgeber historischer Werke, erhielt aber ab 1725 von Herzog Gustav Samuel Leopold von Pfalz-Zweibrücken eine Pension. Joannis hat sich vor allem in der mainzischen wie auch in der pfälzischen Geschichtsschreibung einen Namen erworben.

## Werk
Zur Kurpfälzer Geschichte gab er 1717 die „Historia Palatina“ von Daniel Pareus (1633) neu heraus, die er kritisch annotierte und bis in seine eigene Zeit fortführte. Der Neuedition stellte er die erste umfassende pfälzische Bibliographie voran. In den „Miscella Historiae Palatinae“ kommentierte er 1725 die „Historia Palatina“ Carl Ludwig Tolners (1700, 1711), brachte Arbeiten Balthasar Venators neu heraus und schrieb die Geschichte der pfalzgräflichen Linien von 1717 bis 1725 fort. Zur Geschichte von Pfalz-Zweibrücken publizierte er von 1719 bis 1735 die „Kalenderarbeiten“. Zur Kurmainzer Geschichte ließ er 1722 und 1727 drei umfangreiche Bände „Rerum Moguntiacarum“ und „Scriptores Historiae Moguntinensi inservientes“ erscheinen, in denen er das Geschichtswerk des Nicolaus Serarius (1604) neu herausgab, kritisch annotierte und bis in seine eigene Zeit fortsetzte.
Werke in Auswahl:
- De singulari memoratuque plane digna inclitae Ritterorum… familiae felicitate epistola. 1705.
- Examen Concilii Tridentini… Auctore Martino Chemnitio…. 2 Bände 1707.
- Thomae Kempisii de Cristo imitando, contemnendisque mundi vanitatibus libri tres, Interprete Sebastiano Castellione. 1707.
- De eruditis, qui apud Bipontinos cum maxime per quinquaginta vel plures etiam annos officiis praefuere publicis, Schediasma. 1714.
- F. Conradi Philosophi, OSB, Chron. Schirense… Ioannis Aventini Chron. Schirense, nova hac editione ad praesens usque tempus perductum. 1716.
- Danielis Parei Historia Bavarico-Palatina. 1717.
- Volvmen … Rervm Mogvntiacarvm / Accvrante Georgio Christiano Ioannis. von Sande, Frankfurt am Main 1722, Band 1, urn:nbn:de:hbz:061:1-34271, Band 2, urn:nbn:de:hbz:061:1-34287.
- Tabularum litterarumque veterum usque hoc nondum editarum Spicilegium, idque primum…. 1724.
- Miscella Historiae Palatinae: cum maxime vero Bipontinae inservientia. 1725.
- Veterum scriptorum, qui Caesarum et Imperatorum Germanicorum res per aliquot saecula gestas litteris mandarunt, tomus unus, a Iusto Reubero olim editus …. 1726.
- Scriptorum Historiae Moguntinensi cum maxime inservientium Tomus Novus (= Rerum Moguntiacarum. Band 3). Frankfurt am Main 1727, urn:nbn:de:hbz:061:1-33977.
- J. F. Reigers … Ausgelöschte Chur-Pfaltz-Simmerische Stammes Linie …(1693). 1732.
- Die Geschichte des Herzogtums Zweybrücken betr., Nebst Fortsetzung von J. P. Crollius 1825, 1829 unter dem Titel Urgeschichte des Herzogtums Zweibrücken, treu wiedergegeben nach Georg Christian Joannis und Georg Christian Crollius.